# سیگرید نونز
سیگرید نونز (انگلیسی: Sigrid Nunez؛ زادهٔ ۱۹۵۱ (۷۳–۷۴ سال)) نویسنده اهل ایالات متحده آمریکا است. او در سال ۲۰۱۸ برنده جایزه ملی کتاب آمریکا شد.